# Český rozhlas Rádio Praha
Český rozhlas Rádio Praha (v letech 1992–2015 Český rozhlas Regina, 2015–2019 Český rozhlas Regina DAB Praha, 2019–2023 Český rozhlas Rádio DAB Praha) je regionální rozhlasová stanice Českého rozhlasu, sídlící v Praze, pro kterou také vysílá. Vznikla v roce 1964 a sídlí v Národním domě v Karlíně. Ředitelem stanice je Petr Sznapka.

## Historie

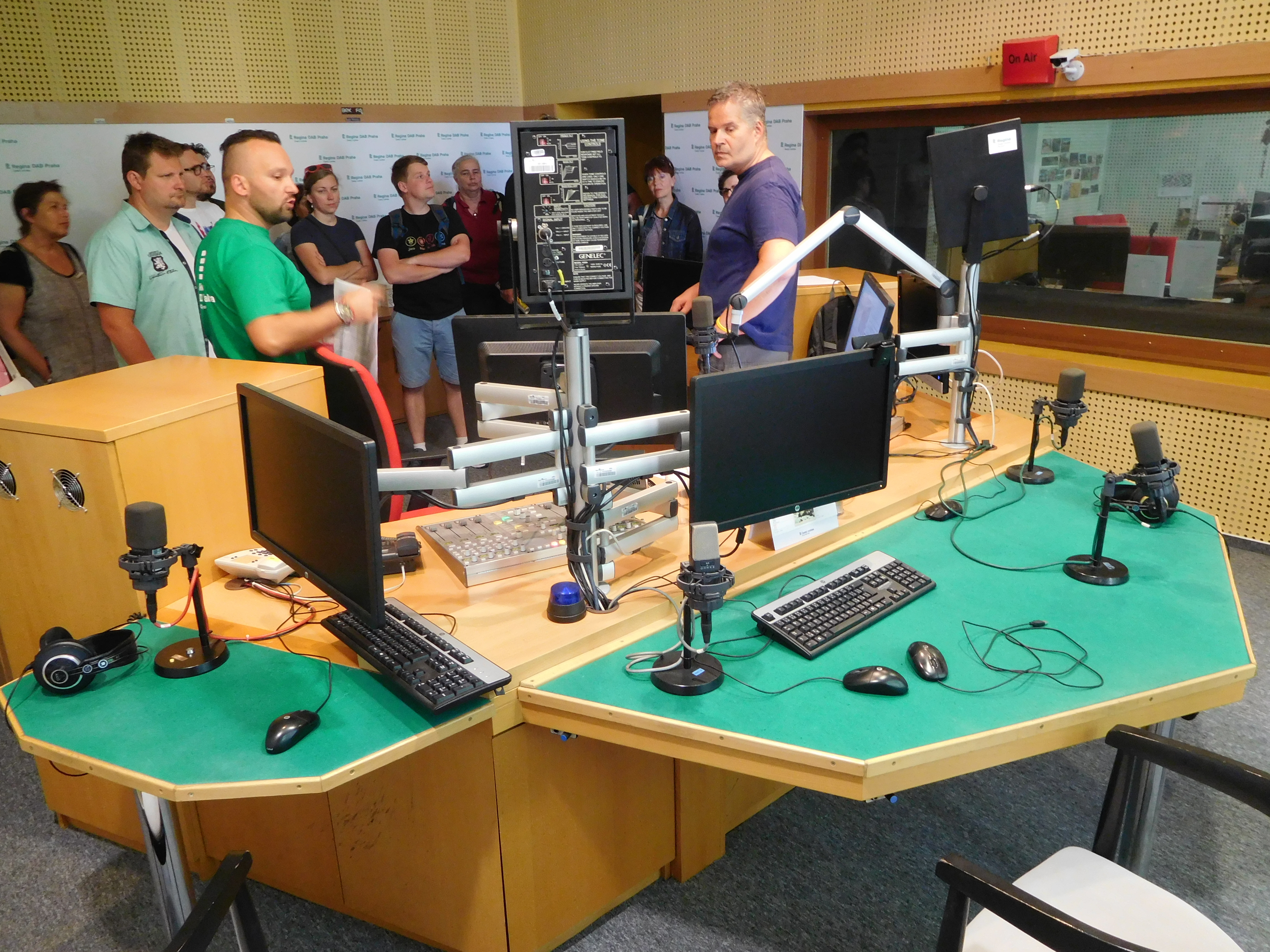
Studio Reginy DAB Praha v Národním domě (2018)

Krajské vysílání pro Prahu zahájil Československý rozhlas 31. srpna 1964. Dne 2. ledna 1991 došlo ke sloučení pražského a středočeského studia pod název Regina. Roku 2001 zahájila Regina samostatné vysílání pro Středočeský kraj, které se zcela osamostatnilo 21. října 2002 pod názvem ČRo Region.
Dne 2. ledna 2014 zanikl pořad Bezstarostná jízda. Od stejného data začala Regina v časech 6:00-10:00 a 17:00-20:00 přebírat vysílání Českého rozhlasu Plus.
K 2. listopadu 2015 byla stanice Regina přejmenována na Regina DAB Praha a opustila analogové pásmo VKV. Výrazně se změnil program – z vysílání zmizely náročné programy a charakteristickým rysem se stala hudba a živě moderované vstupy se servisními informacemi (zprávy, počasí, doprava, kultura). Další změna názvu nastala 1. října 2019. Od té doby nesl okruh název Rádio DAB Praha. Podle Českého rozhlasu mělo nové jméno zaujmout nové posluchače v cílové skupině 25–40 let, pro něž byl název Regina neatraktivní. Změnu doprovázela také změna zvukové grafiky stanice a názvů některých pořadů.
Dne 21. prosince 2022 zahájilo Rádio DAB Praha zkušební analogové vysílání na VKV v Praze, které bylo do řádného provozu uvedeno 2. ledna 2023. Téhož dne došlo zároveň ke změně názvu stanice na Rádio Praha. Podle záměru Českého rozhlasu má jít o moderní metropolitní stanici pro posluchače ve věku 30-45 let z Prahy či blízkého okolí se zájmem o život, kulturu a společenské události v hlavním městě. Pro řidiče je určen intenzivní dopravní servis.

## Program
Stanice vysílá denně od 6:00 do 19:00 proud hudby a informací. O víkendech jsou zařazeny magazíny S vámi v Praze (sobota 12:00) a Až na dřeň (neděle 12:00). Rádio Praha vysílá zprávy celý den 2× v hodině a dopravní informace každých 15 minut. 

## Distribuce signálu
Rádio Praha vysílá v Praze analogově na velmi krátkých vlnách, dostupné je také digitální vysílání v multiplexu ČRo DAB+, v DVB-S2 a na internetu.
|                       | Frekvence |
| --------------------- | --------- |
| celé Čechy            | 12C DAB+  |
| celá Morava a Slezsko | 12D DAB+  |
| Praha                 | 107,1 FM  |